# SOR BN 12
SOR BN 12 — городской автобус, выпускаемый чешской компанией SOR Libchavy с 2003 года.

## Конструкция
Автобус SOR BN 12 идентичен автобусу SOR C 10.5. Компоновка автобуса заднемоторная, заднеприводная. Кузов автобуса сделан из стали и металла. Передняя ось автобуса — SOR, задняя — DAN.
Существуют также низкопольные варианты, обозначаемые аббревиатурой LE. Также существуют модификации с газомоторным двигателем SOR BNG 12.

## Галерея

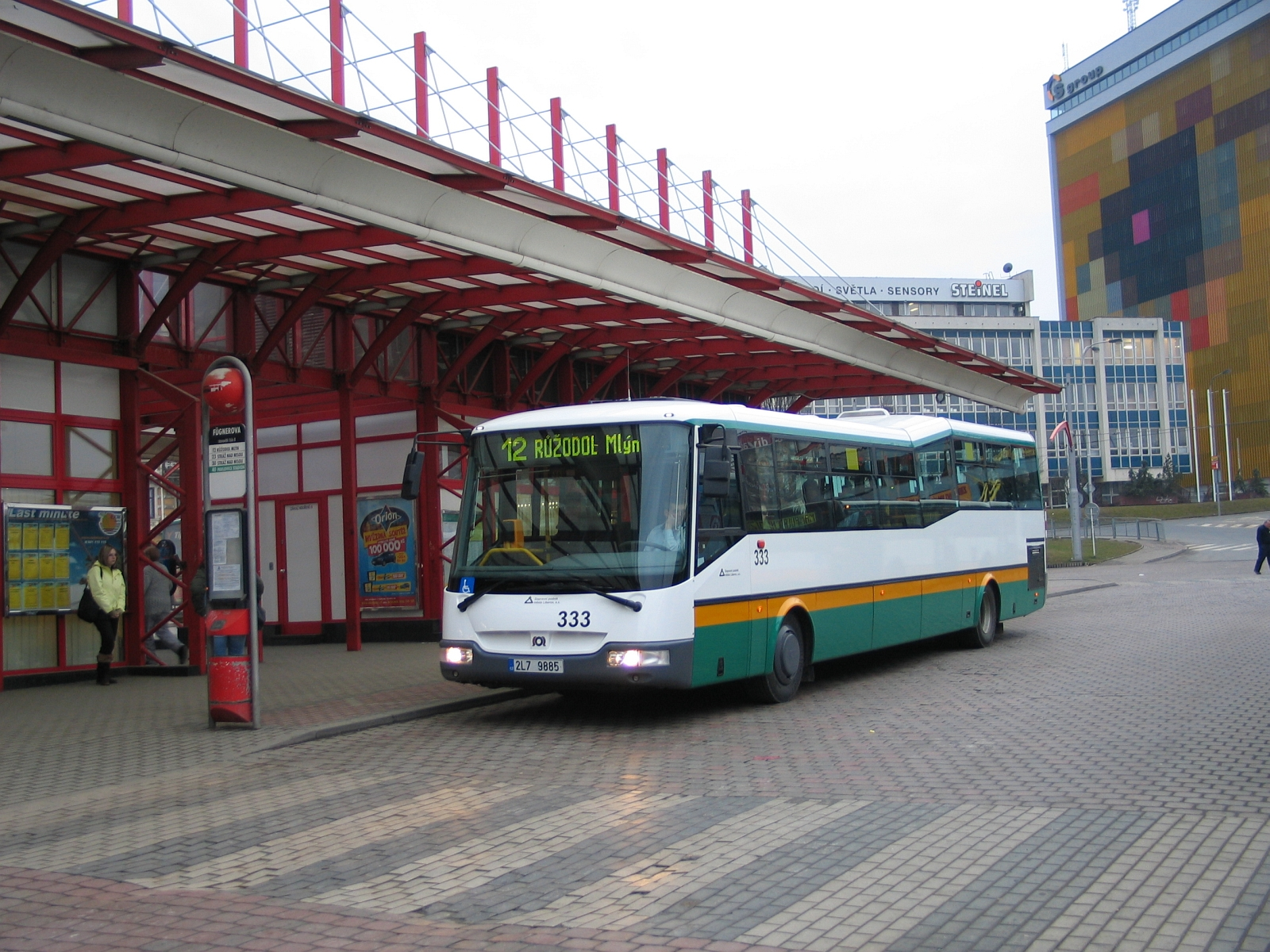
SOR BN 12 в Либереце
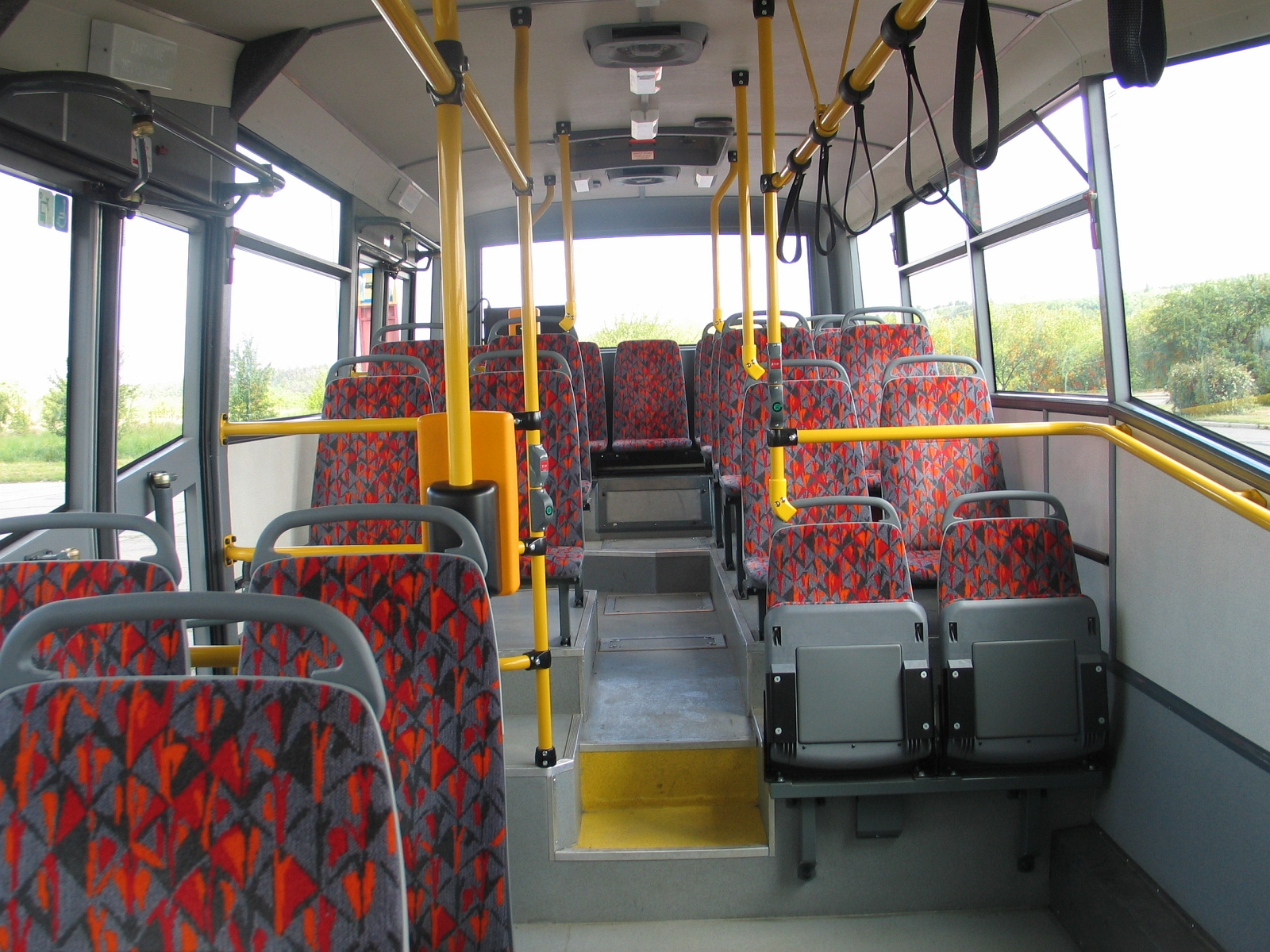
Салон автобуса
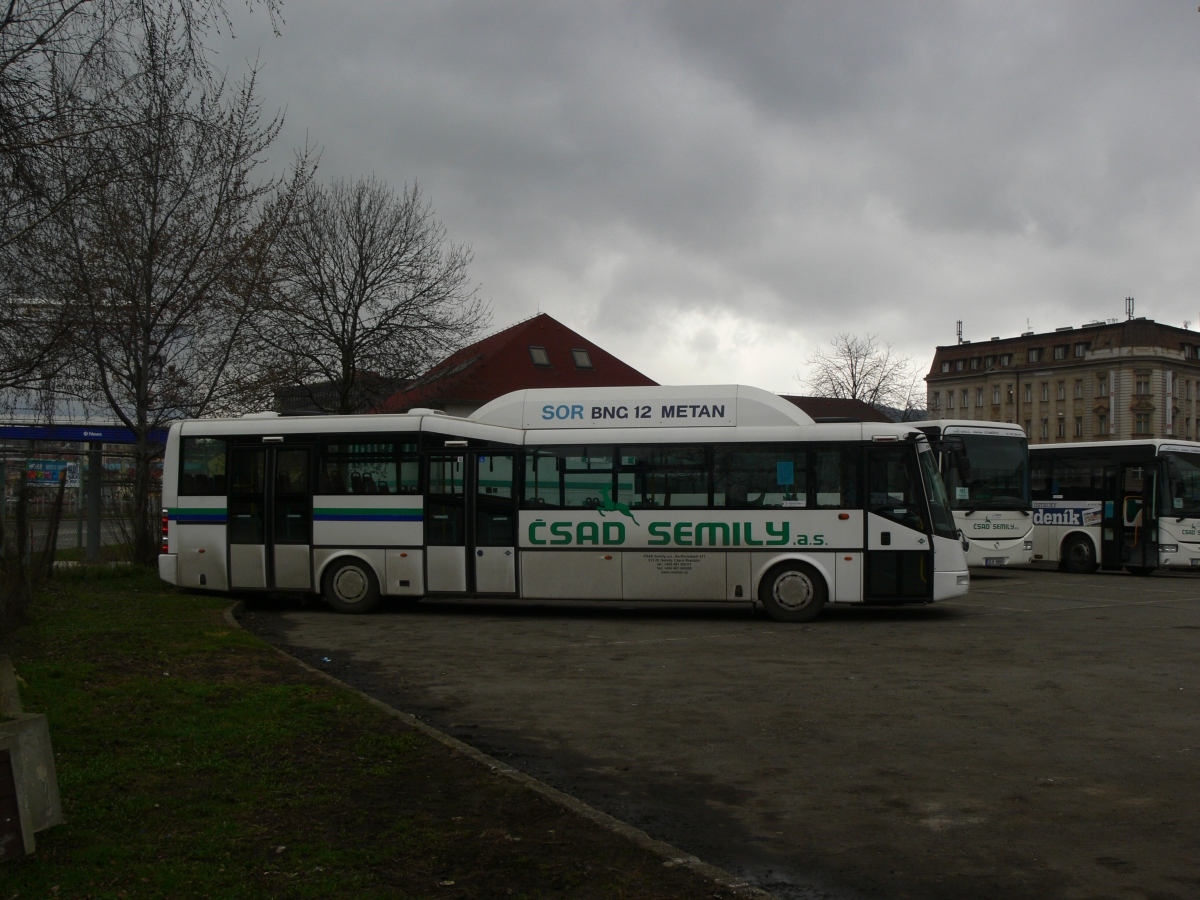
SOR BNG 12